# Ковк (Храстник)
Ковк (словен. Kovk) је насељено место у општини Храстник, Засавска регија, Словенија.

## Историја
До територијалне реорганизације у Словенији био је у саставу старе општине Храстник.

## Становништво
У попису становништва из 2011. године, Ковк је имао 97 становника.
| Број становника према пописима | Број становника према пописима | Број становника према пописима |
| ------------------------------ | ------------------------------ | ------------------------------ |
| 1991                           | 2002                           | 2011                           |
| 111                            | 97                             | 97                             |